# Genophantis
Genophantis é um gênero de mariposa pertencente à família Crambidae.